# لوكاس وونغ
وونغ يوك-هيي (من مواليد 25 يناير 1999)، المعروف بالاسم الفني لوكاس ( الكورية : 루카스) هو مغني راب ومغني، وعارض أزياء من هونغ كونغ من أصل تايلندي، وهو عضو في فرقة الفتيان الكورية الجنوبية إن سي تي وفرقتها الفرعية الصينية وي في والفرقة الفرعية إن سي تي يو، بالإضافة إلى المجموعة الفائقة سوبر إم.

## النشأة
ولد لوكاس في 25 يناير 1999 في شا تين ،في هونغ كونغ ، لأب صيني من أصول تيوشو وأم تايلاندية .   لديه أخ واحد أصغر منه.
ساعد لوكاس في إدارة مطعم تايلاندي في هونغ كونغ مملوك لوالديه. غالبًا ما كان يزور تايلاند مرة واحدة على الأقل في السنة للراحة وزيارة عائلة والدته. 

## روابط خارجية
- لوكاس وونغ على موقع سينا ويبو
- لوكاس وونغ على Instagram